# Wahlkreis Côte-d’Or IV
Der Wahlkreis Côte-d’Or IV ist seit 1986 einer der fünf französischen Parlamentswahlkreise im Département Côte-d’Or in der Region Bourgogne-Franche-Comté.

## Geographie und Demographie
Das Gebiet des Wahlkreises ist durch das Gesetz Nr. 86-1197 vom 24. November 1986 festgelegt. Dazu gehörten nunmehr folgende zu diesem Zeitpunkt existierende Départements-Wahlkreise : die Kantone Aignay-le-Duc, Baigneux-les-Juifs, Châtillon-sur-Seine, Grancey-le-Château-Neuvelle, Is-sur-Tille, Laignes, Montbard, Montigny-sur-Aube, Précy-sous-Thil, Recey-sur-Ource, Saint-Seine-l’Abbaye, Saulieu, Selongey, Semur-en-Auxois, Sombernon, Venarey-les-Laumes und Vitteaux.
Die allgemeine Volkszählung von 1999 durch das Institut National de la Statistique et des Études Économiques (INSEE), ergab eine Einwohnerzahl in diesem Wahlkreis von 89.337.

## Abgeordnete des Wahlkreises
| Legislatur- periode | Gewählt | Gewählt            | Partei                             |
| ------------------- | ------- | ------------------ | ---------------------------------- |
| 9.                  |         | Gilbert Mathieu    | Union pour la démocratie française |
| 10.                 |         | François Sauvadet  | Union pour la démocratie française |
| 11.                 |         | François Sauvadet  | Union pour la démocratie française |
| 12.                 |         | François Sauvadet  | Union pour la démocratie française |
| 13.                 |         | François Sauvadet  | Les Centristes                     |
| 14.                 |         | François Sauvadet  | Les Centristes                     |
| 15.                 |         | Yolaine de Courson | La République En Marche            |
| 16.                 |         | Hubert Brigand     | Les Républicains                   |

## Wahlergebnisse seit 1993

### Parlamentswahl 1993
| Kandidaten                                       | Kandidaten               | Parteien                                 | 1. Wahlgang | 1. Wahlgang | 2. Wahlgang | 2. Wahlgang |
| Kandidaten                                       | Kandidaten               | Parteien                                 | Stimmen     | %           | Stimmen     | %           |
| ------------------------------------------------ | ------------------------ | ---------------------------------------- | ----------- | ----------- | ----------- | ----------- |
|                                                  | François Sauvadetgewählt | UDF – Union pour la démocratie française | 19.120      | 44,4        | 26.512      | 63,1        |
|                                                  | Jean-François Hory       | RDG – Parti radical de gauche            | 6.643       | 15,4        | 15.490      | 36,9        |
|                                                  | Georges Hansberque       | FN – Front national                      | 5.211       | 12,1        |             |             |
|                                                  | Jacques Garcia           | COM – Parti communiste français          | 3.535       | 8,2         |             |             |
|                                                  | Jacques Lazzarotti       | GEC – Génération écologie                | 2.695       | 6,3         |             |             |
|                                                  | Angelo Diano             | DIV – Unabh.                             | 2.273       | 5,3         |             |             |
|                                                  | Denise Grabski           | DIV – Unabh.                             | 1.401       | 3,3         |             |             |
|                                                  | Pierre Jurvillier        | EXD – Unabh.                             | 1.120       | 2,6         |             |             |
|                                                  | Catherine Bouton         | EXG Lutte Ouvrière                       | 1.103       | 2,6         |             |             |
| Gesamt                                           | Gesamt                   | Gesamt                                   | 43.101      | 100         | 42.002      | 100         |
|                                                  |                          |                                          |             |             |             |             |
| Ungültige Stimmen                                | Ungültige Stimmen        | Ungültige Stimmen                        | 3.101       | 6,7         | 4.321       | 9,3         |
| Wähler                                           | Wähler                   | Wähler                                   | 46.202      | 67,8        | 46.323      | 68,0        |
| Wahlberechtigte                                  | Wahlberechtigte          | Wahlberechtigte                          | 68.172      |             | 68.159      |             |
|                                                  |                          |                                          |             |             |             |             |
| Quellen: Le Monde, 27-05-1997, s. 33 – Data.gouv |                          |                                          |             |             |             |             |

### Parlamentswahl 1997
| Kandidaten                               | Kandidaten               | Parteien                                 | 1. Wahlgang | 1. Wahlgang | 2. Wahlgang | 2. Wahlgang |
| Kandidaten                               | Kandidaten               | Parteien                                 | Stimmen     | %           | Stimmen     | %           |
| ---------------------------------------- | ------------------------ | ---------------------------------------- | ----------- | ----------- | ----------- | ----------- |
|                                          | François Sauvadetgewählt | UDF – Union pour la démocratie française | 18.013      | 40,0        | 25.049      | 53,6        |
|                                          | Michel Neugnot           | SOC – Parti socialiste                   | 11.859      | 26,3        | 21.686      | 46,4        |
|                                          | Jean-Pierre Pellan       | FN – Front national                      | 7.034       | 15,6        |             |             |
|                                          | Robert Fourgeux          | COM – Parti communiste français          | 2.854       | 6,3         |             |             |
|                                          | Bruno Diano              | ECO – Les Verts                          | 1.689       | 3,7         |             |             |
|                                          | Christian Marchet        | EXG – Lutte Ouvrière                     | 1.258       | 2,8         |             |             |
|                                          | Angelo Diano             | DVG – Unabh.                             | 1.027       | 2,3         |             |             |
|                                          | Odette Kencker           | ECO – Mouvement écologiste indépendant   | 871         | 1,9         |             |             |
|                                          | Thierry Desanti          | EXG – Ligue communiste révolutionnaire   | 458         | 1,0         |             |             |
| Gesamt                                   | Gesamt                   | Gesamt                                   | 45.063      | 100         | 46.735      | 100         |
|                                          |                          |                                          |             |             |             |             |
| Ungültige Stimmen                        | Ungültige Stimmen        | Ungültige Stimmen                        | 2.272       | 4,8         | 2.793       | 5,6         |
| Wähler                                   | Wähler                   | Wähler                                   | 47.335      | 70,5        | 49.528      | 73,8        |
| Wahlberechtigte                          | Wahlberechtigte          | Wahlberechtigte                          | 67.107      |             | 67.103      |             |
|                                          |                          |                                          |             |             |             |             |
| Quellen: Assemblée nationale – Data.gouv |                          |                                          |             |             |             |             |

### Parlamentswahl 2002
| Kandidaten                                                            | Kandidaten               | Parteien                                 | Stimmen | %    |
| --------------------------------------------------------------------- | ------------------------ | ---------------------------------------- | ------- | ---- |
|                                                                       | François Sauvadetgewählt | UDF – Union pour la démocratie française | 22.498  | 50,1 |
|                                                                       | Patrick Molinoz          | RDG – Parti radical de gauche            | 11.721  | 26,1 |
|                                                                       | Marie-Claude Leconte     | FN – Rassemblement National              | 5.346   | 11,9 |
|                                                                       | Colette Deforeit         | LV – Les Verts                           | 1.074   | 2,4  |
|                                                                       | Thierry Desanti          | LCR – Ligue communiste révolutionnaire   | 1.022   | 2,3  |
|                                                                       | Caroline Dubard          | CPNT – Chasse, pêche, nature, traditions | 740     | 1,6  |
|                                                                       | Michel Denizot           | LO – Lutte Ouvrière                      | 737     | 1,6  |
|                                                                       | Laura Sabatier           | MPF – Mouvement pour la France           | 541     | 1,2  |
|                                                                       | Pierre Frelet            | MNR – Mouvement national républicain     | 453     | 1,0  |
|                                                                       | Marcel Lombard           | ECO – Mouvement écologiste indépendant   | 303     | 0,7  |
|                                                                       | Monique Treye            | ECO – Génération écologie                | 192     | 0,4  |
|                                                                       | Vincent Kerlouegan       | DIV – Unabh.                             | 115     | 0,3  |
|                                                                       | Brigitte Vayssettes      | DVG – Unabh.                             | 98      | 0,2  |
|                                                                       | Alain Danel              | DIV – Unabh.                             | 55      | 0,1  |
| Gesamt                                                                | Gesamt                   | Gesamt                                   | 44.895  | 100  |
|                                                                       |                          |                                          |         |      |
| Ungültige Stimmen                                                     | Ungültige Stimmen        | Ungültige Stimmen                        | 932     | 2,0  |
| Wähler                                                                | Wähler                   | Wähler                                   | 45.827  | 66,9 |
| Wahlberechtigte                                                       | Wahlberechtigte          | Wahlberechtigte                          | 68.471  |      |
|                                                                       |                          |                                          |         |      |
| Quellen: Innenministerium, Ergebnis – Assemblée nationale, Kandidaten |                          |                                          |         |      |

### Parlamentswahl 2007
| Kandidaten               | Kandidaten               | Parteien                                          | Stimmen | %    |
| ------------------------ | ------------------------ | ------------------------------------------------- | ------- | ---- |
|                          | François Sauvadetgewählt | MAJ – Nouveau Centre                              | 22.390  | 52,1 |
|                          | Patrick Molinoz          | RDG – Parti radical de gauche                     | 11.786  | 27,4 |
|                          | Annie Lacombe            | FN – Front national                               | 1.977   | 4,6  |
|                          | Marie Saucourt           | EXG – Ligue communiste révolutionnaire            | 1.235   | 2,9  |
|                          | Jean-Pierre Duplus       | VEC – Les Verts                                   | 1.080   | 2,5  |
|                          | Jean-Yves Robe           | COM – Parti communiste français                   | 978     | 2,3  |
|                          | Laura Sabatier           | MPF – Mouvement pour la France                    | 855     | 2,0  |
|                          | Richard Baudelin         | ECO – Mouvement écologiste indépendant            | 477     | 1,1  |
|                          | Véronique Thyébault      | DVD – Debout la République                        | 463     | 1,1  |
|                          | Michel Denizot           | EXG – Lutte Ouvrière                              | 393     | 0,9  |
|                          | François Laurier         | DVD – Centre national des indépendants et paysans | 386     | 0,9  |
|                          | Jean-Claude Vanier       | EXG – Parti des travailleurs                      | 292     | 0,7  |
|                          | Fabienne Gérard          | EXD – Mouvement national républicain              | 262     | 0,6  |
|                          | Nicole Essayan           | DIV – Unabh.                                      | 225     | 0,5  |
|                          | Louis Mangin             | DVD – Alternative libérale                        | 146     | 0,3  |
| Gesamt                   | Gesamt                   | Gesamt                                            | 42.945  | 100  |
|                          |                          |                                                   |         |      |
| Ungültige Stimmen        | Ungültige Stimmen        | Ungültige Stimmen                                 | 1.104   | 2,5  |
| Wähler                   | Wähler                   | Wähler                                            | 44.049  | 63,4 |
| Wahlberechtigte          | Wahlberechtigte          | Wahlberechtigte                                   | 69.517  |      |
|                          |                          |                                                   |         |      |
| Quelle: Innenministerium |                          |                                                   |         |      |

### Parlamentswahl 2012
| Kandidaten               | Kandidaten               | Parteien                               | 1. Wahlgang | 1. Wahlgang | 2. Wahlgang | 2. Wahlgang |
| Kandidaten               | Kandidaten               | Parteien                               | Stimmen     | %           | Stimmen     | %           |
| ------------------------ | ------------------------ | -------------------------------------- | ----------- | ----------- | ----------- | ----------- |
|                          | François Sauvadetgewählt | NCE – Nouveau Centre                   | 19.180      | 43,5        | 22.900      | 53,0        |
|                          | Patrick Molinoz          | RDG – Parti radical de gauche          | 15.381      | 34,9        | 20.273      | 47,0        |
|                          | Gérald Buffy             | FN – Front national                    | 5.269       | 12,0        |             |             |
|                          | Éric Comparot            | FG – Front de gauche (Parti de gauche) | 2.143       | 4,9         |             |             |
|                          | Salomé François-Wilser   | ECO – Mouvement écologiste indépendant | 698         | 1,6         |             |             |
|                          | Isabelle Maire du Poset  | DVD – Debout la République             | 409         | 0,9         |             |             |
|                          | Roland Essayan           | ECO – Alliance écologiste indépendante | 257         | 0,6         |             |             |
|                          | Michel Denizot           | EXG – Lutte Ouvrière                   | 196         | 0,4         |             |             |
|                          | Luc Martin               | EXG – Nouveau Parti anticapitaliste    | 196         | 0,4         |             |             |
|                          | Laura Sabatier           | DVD – Mouvement pour la France         | 194         | 0,4         |             |             |
|                          | Édouard Gninivi          | DIV – Solidarité et progrès            | 162         | 0,4         |             |             |
| Gesamt                   | Gesamt                   | Gesamt                                 | 44.085      | 100         | 43.173      | 100         |
|                          |                          |                                        |             |             |             |             |
| Ungültige Stimmen        | Ungültige Stimmen        | Ungültige Stimmen                      | 638         | 1,4         | 1.429       | 3,2         |
| Wähler                   | Wähler                   | Wähler                                 | 44.723      | 64,8        | 44.602      | 64,6        |
| Wahlberechtigte          | Wahlberechtigte          | Wahlberechtigte                        | 69.044      |             | 69.041      |             |
|                          |                          |                                        |             |             |             |             |
| Quelle: Innenministerium |                          |                                        |             |             |             |             |

### Parlamentswahl 2017
| Kandidaten               | Kandidaten                | Parteien                        | 1. Wahlgang | 1. Wahlgang | 2. Wahlgang | 2. Wahlgang |
| Kandidaten               | Kandidaten                | Parteien                        | Stimmen     | %           | Stimmen     | %           |
| ------------------------ | ------------------------- | ------------------------------- | ----------- | ----------- | ----------- | ----------- |
|                          | Yolaine de Coursongewählt | REM – La République en marche   | 9.521       | 25,9        | 14.415      | 51,3        |
|                          | Charles Barrière          | REP – Les Républicains          | 6.548       | 17,8        | 13.690      | 48,7        |
|                          | Hubert Brigand            | DVD – Unabh.                    | 6.516       | 17,7        |             |             |
|                          | Sylvie Beaulieu           | FN – Front national             | 5.062       | 13,8        |             |             |
|                          | Stéphane Guinot           | FI – La France insoumise        | 3.423       | 9,3         |             |             |
|                          | Patrick Molinoz           | RDG – Parti radical de gauche   | 3.016       | 8,2         |             |             |
|                          | Jean Baloutch             | ECO – Europe Écologie-Les Verts | 914         | 2,5         |             |             |
|                          | Danielle Gutierrez        | COM – Parti communiste français | 515         | 1,4         |             |             |
|                          | Didier Coulichet          | ECO                             | 412         | 1,1         |             |             |
|                          | Michel Denizot            | EXG – Lutte Ouvrière            | 282         | 0,8         |             |             |
|                          | Killian Gorin             | DIV                             | 234         | 0,6         |             |             |
|                          | Sandra Wagner             | DIV                             | 200         | 0,5         |             |             |
|                          | Sébastien Rousset         | DLF – Debout la France          | 123         | 0,3         |             |             |
|                          | Élie Tarterat             | DVG                             | 46          | 0,1         |             |             |
| Gesamt                   | Gesamt                    | Gesamt                          | 36.812      | 100         | 28.105      | 100         |
|                          |                           |                                 |             |             |             |             |
| Leere Stimmzettel        | Leere Stimmzettel         | Leere Stimmzettel               | 605         | 1,6         | 3.291       | 10,1        |
| Ungültige Stimmzettel    | Ungültige Stimmzettel     | Ungültige Stimmzettel           | 228         | 0,6         | 1.315       | 4,0         |
| Wähler                   | Wähler                    | Wähler                          | 37.645      | 54,8        | 32.711      | 47,6        |
| Wahlberechtigte          | Wahlberechtigte           | Wahlberechtigte                 | 68.732      |             | 68.710      |             |
|                          |                           |                                 |             |             |             |             |
| Quelle: Innenministerium |                           |                                 |             |             |             |             |

### Parlamentswahl 2022
| Kandidaten               | Kandidaten            | Parteien                                                                   | 1. Wahlgang | 1. Wahlgang | 2. Wahlgang | 2. Wahlgang |
| Kandidaten               | Kandidaten            | Parteien                                                                   | Stimmen     | %           | Stimmen     | %           |
| ------------------------ | --------------------- | -------------------------------------------------------------------------- | ----------- | ----------- | ----------- | ----------- |
|                          | Hubert Brigandgewählt | REP – Les Républicains                                                     | 6.661       | 18,2        | 19.291      | 60,7        |
|                          | Jean-Marc Ponelle     | RN – Rassemblement National                                                | 7.733       | 21,1        | 12.500      | 39,3        |
|                          | Stéphane Guinot       | NUP – Nouvelle union populaire écologique et sociale (La France insoumise) | 6.447       | 17,6        |             |             |
|                          | Yolaine de Courson    | ENS – Ensemble ! (La République en marche)                                 | 5.868       | 16,0        |             |             |
|                          | Laurence Porte        | DIV – Unabh.                                                               | 4.371       | 12,0        |             |             |
|                          | Patrick Molinoz       | RDG – Parti radical de gauche                                              | 2.539       | 6,9         |             |             |
|                          | Loup Bommier          | REC – Reconquête                                                           | 1.736       | 4,7         |             |             |
|                          | Michel Guillet        | ECO – Parti animaliste                                                     | 532         | 1,5         |             |             |
|                          | Julien Beudet         | DSV – Les Patriotes                                                        | 359         | 1,0         |             |             |
|                          | Isabelle Marchal      | DXG – Lutte Ouvrière                                                       | 328         | 0,9         |             |             |
| Gesamt                   | Gesamt                | Gesamt                                                                     | 36.574      | 100         | 31.791      | 100         |
|                          |                       |                                                                            |             |             |             |             |
| Leere Stimmzettel        | Leere Stimmzettel     | Leere Stimmzettel                                                          | 560         | 1,5         | 2.472       | 7,1         |
| Ungültige Stimmzettel    | Ungültige Stimmzettel | Ungültige Stimmzettel                                                      | 177         | 0,5         | 754         | 2,2         |
| Wähler                   | Wähler                | Wähler                                                                     | 37.311      | 54,6        | 35.017      | 51,2        |
| Wahlberechtigte          | Wahlberechtigte       | Wahlberechtigte                                                            | 68.395      |             | 68.400      |             |
|                          |                       |                                                                            |             |             |             |             |
| Quelle: Innenministerium |                       |                                                                            |             |             |             |             |

### Parlamentswahl 2024
| Kandidaten               | Kandidaten            | Parteien                                           | 1. Wahlgang | 1. Wahlgang | 2. Wahlgang | 2. Wahlgang |
| Kandidaten               | Kandidaten            | Parteien                                           | Stimmen     | %           | Stimmen     | %           |
| ------------------------ | --------------------- | -------------------------------------------------- | ----------- | ----------- | ----------- | ----------- |
|                          | Hubert Brigandgewählt | LR – Les Républicains                              | 16.531      | 35,2        | 25.179      | 54,0        |
|                          | Sophie Dumont         | RN – Rassemblement National                        | 19.838      | 42,2        | 21.480      | 46,0        |
|                          | Valérie Jacq          | UG – Nouveau Front populaire (La France insoumise) | 9.616       | 20,5        | –           | –           |
|                          | Michel Denizot        | EXG – Lutte Ouvrière                               | 985         | 2,1         |             |             |
| Gesamt                   | Gesamt                | Gesamt                                             | 46.970      | 100         | 46.659      | 100         |
|                          |                       |                                                    |             |             |             |             |
| Leere Stimmzettel        | Leere Stimmzettel     | Leere Stimmzettel                                  | 1.083       | 2,2         | 1.665       | 3,4         |
| Ungültige Stimmzettel    | Ungültige Stimmzettel | Ungültige Stimmzettel                              | 374         | 0,8         | 474         | 1,0         |
| Wähler                   | Wähler                | Wähler                                             | 48.427      | 71,8        | 48.798      | 72,3        |
| Wahlberechtigte          | Wahlberechtigte       | Wahlberechtigte                                    | 67.447      |             | 67.452      |             |
|                          |                       |                                                    |             |             |             |             |
| Quelle: Innenministerium |                       |                                                    |             |             |             |             |

## Weblink
- Les archives des résultats des élections en France. In: Ministere de l’Interieur. Abgerufen am 3. November 2023 (französisch).